# Шина даних
Шина даних — шина, призначена для передачі інформації. У комп'ютерній техніці прийнято розрізняти виводи пристроїв за призначенням: одні слугують для передачі інформації (наприклад у вигляді сигналів низького або високого рівнів), інші для поєднання всіх пристроїв (шина адреси) — кому ці конкретні дані призначені. 
Основною характеристикою шини даних є її ширина у бітах. Ширина шини даних визначає кількість інформації, яку можна передати за один такт через неї.